# Чемпіонат Сан-Марино з футболу 2007—2008
Чемпіонат Сан-Марино з футболу 2007—2008 — 23-й сезон чемпіонату Сан-Марино з футболу, що проходив між 21 вересня 2007 та 3 червня 2008. Переможець чемпіонату кваліфікується до першого раунду Ліги чемпіонів УЄФА 2008-09. Путівку отримав «Мурата».
| Чемпіон Сан-Марино 2007—08 |
| -------------------------- |
| «Мурата» 3-й титул         |

## Учасники
У чемпіонаті брали участь 15 команд.
| Клуб              | Місто         |
| ----------------- | ------------- |
| Кайлунго          | Борго-Маджоре |
| Космос            | Серравалле    |
| Доманьяно         | Доманьяно     |
| Фаетано           | Фаетано       |
| Фйорентіно        | Фйорентіно    |
| Фольгоре/Фальчано | Серравалле    |
| Ювенес-Догана     | Серравалле    |
| Ла Фіоріта        | Монтеджардіно |
| Лібертас          | Борго-Маджоре |
| Мурата            | Сан-Марино    |
| Пеннаросса        | К'єзануова    |
| Сан-Джованні      | Борго-Маджоре |
| Тре Фйорі         | Фйорентіно    |
| Тре Пенне         | Сан-Марино    |
| Віртус            | Аккуавіва     |

## Турнірна таблиця

### Група А
| М | Команда           | І  | В  | Н | П  | МЗ | МП | РМ  | О  | Кваліфікація або пониження в класі             |
| - | ----------------- | -- | -- | - | -- | -- | -- | --- | -- | ---------------------------------------------- |
| 1 | Тре Пенне         | 21 | 13 | 5 | 3  | 51 | 22 | +29 | 44 | Кваліфікація у Плей-оф                         |
| 2 | Тре Фйорі         | 21 | 10 | 6 | 5  | 35 | 26 | +9  | 36 | Кваліфікація у Плей-оф                         |
| 3 | Ювенес-Догана     | 21 | 10 | 6 | 5  | 31 | 18 | +13 | 36 | 1-й кваліфікаційний раунд Кубка УЄФА 2008–09 1 |
| 4 | Кайлунго          | 21 | 10 | 6 | 5  | 37 | 24 | +13 | 36 |                                                |
| 5 | Пеннаросса        | 21 | 7  | 4 | 10 | 33 | 42 | −9  | 25 |                                                |
| 6 | Фольгоре/Фальчано | 21 | 6  | 4 | 11 | 21 | 37 | −16 | 22 |                                                |
| 7 | Доманьяно         | 21 | 4  | 5 | 12 | 36 | 54 | −18 | 17 |                                                |
| 8 | Фйорентіно        | 21 | 1  | 1 | 19 | 17 | 60 | −43 | 4  |                                                |

Джерела: myscore.ua
Правила класифікації: 
1) очок; 2) очок в очних зустрічах; 3) різниця м'ячів в очних зустрічах; 4) забито м'ячів в очних зустрічах; 5) різниця м'ячів; 6) кіл-ть забитих м'ячів.
1Так як «Мурата» виграв Кубок Титанів, то путівку до 1-го кваліфікаційного раунду Кубка УЕФА 2008—09 отримав фіналіст кубка «Ювенес-Догана».
(Ч) = Чемпіон; (Пн)/(В) = Понижено в класі/Вибув; (Пв) = Підвищення в класі; (ПП) = Переможець плей-оф; (Н) = Перехід до наступного раунду. 
Застосовується тільки коли сезон ще не закінчений: 
(К) = Кваліфікований до раунду турніру; (КН) = Кваліфікований до турніру, але не до конкретного раунду; (Д) = Дискваліфікований з турніру.

Head-to-Head: used when head-to-head record is used to rank tied teams.

### Група B
| М | Команда      | І  | В  | Н | П  | МЗ | МП | РМ  | О  | Кваліфікація або пониження в класі                    |
| - | ------------ | -- | -- | - | -- | -- | -- | --- | -- | ----------------------------------------------------- |
| 1 | Мурата Ч     | 20 | 12 | 7 | 1  | 46 | 15 | +31 | 43 | 1-й кваліфікаційний раунд Ліги чемпіонів УЄФА 2008—09 |
| 2 | Ла Фіоріта   | 20 | 12 | 6 | 2  | 39 | 24 | +15 | 42 | Кваліфікація у Плей-оф                                |
| 3 | Фаетано      | 20 | 11 | 4 | 5  | 45 | 18 | +27 | 37 | Кваліфікація у Плей-оф                                |
| 4 | Віртус       | 20 | 9  | 7 | 4  | 34 | 23 | +11 | 34 |                                                       |
| 5 | Космос       | 20 | 6  | 5 | 9  | 21 | 33 | −12 | 23 |                                                       |
| 6 | Лібертас     | 20 | 5  | 6 | 9  | 27 | 36 | −9  | 21 |                                                       |
| 7 | Сан-Джованні | 20 | 4  | 2 | 14 | 15 | 56 | −41 | 14 |                                                       |

Джерела: myscore.ua
Правила класифікації: 
1) очок; 2) очок в очних зустрічах; 3) різниця м'ячів в очних зустрічах; 4) забито м'ячів в очних зустрічах; 5) різниця м'ячів; 6) кіл-ть забитих м'ячів.
(Ч) = Чемпіон; (Пн)/(В) = Понижено в класі/Вибув; (Пв) = Підвищення в класі; (ПП) = Переможець плей-оф; (Н) = Перехід до наступного раунду. 
Застосовується тільки коли сезон ще не закінчений: 
(К) = Кваліфікований до раунду турніру; (КН) = Кваліфікований до турніру, але не до конкретного раунду; (Д) = Дискваліфікований з турніру.

Head-to-Head: used when head-to-head record is used to rank tied teams.

## Плей-оф
У Плей-оф брали участь 3 найкращі команди кожної групи. Команда, яка програла двічі, вибуває.

### Перший раунд
| 7 травня 2008 |

| Тре Фйорі        | 1-0 | Фаетано |
| ---------------- | --- | ------- |
| Соссіо Арута 60' |     |         |

|  |

| 7 травня 2008 |

| Ла Фіоріта | 0-0 (пен. 3:4) | Ювенес-Догана |
| ---------- | -------------- | ------------- |
|            |                |               |

|  |

### Другий раунд
| 12 травня 2008 |

| Тре Пенне        | 1-5 | Ювенес-Догана                                                           |
| ---------------- | --- | ----------------------------------------------------------------------- |
| Марко Протті 14' |     | Джакомо Гамберіні 11', 57', 75' Франческо Чечі 29' Ріккардо Сантіні 73' |

|  |

| 12 травня 2008 |

| Мурата                                        | 2-2 (пен. 4:1) | Тре Фйорі                            |
| --------------------------------------------- | -------------- | ------------------------------------ |
| Мануель Марані 60' (пен.) Марціо ді Гіулі 79' |                | Маттео Андреїні 35' Соссіо Арута 48' |

|  |

### Третій раунд
| 16 травня 2008 |

| Тре Пенне              | 1-2 | Фаетано               |
| ---------------------- | --- | --------------------- |
| Марко Протті ?' (пен.) |     | Алекс Олів'єрі Мороні |

|  |

| 16 травня 2008 |

| Тре Фйорі        | 1-0 | Ла Фіоріта |
| ---------------- | --- | ---------- |
| Соссіо Арута 71' |     |            |

|  |

### Четвертий раунд
| 19 травня 2008 |

| Ювенес-Догана | 0-2 | Мурата                                    |
| ------------- | --- | ----------------------------------------- |
|               |     | Крістіан Протті 39' Мауріціо ді Гуілі 90' |

|  |

| 22 травня 2008 |

| Фаетано                                  | 2-1 | Тре Фйорі          |
| ---------------------------------------- | --- | ------------------ |
| Вітторіо Валентіні 33' Октавіо Фоллі 42' |     | Федеріко Амічі 39' |

|  |

### Півфінал
| 27 травня 2008 |

| Ювенес-Догана        | 1-0 (дч) | Фаетано |
| -------------------- | -------- | ------- |
| Ріккардо Сантіні 98' |          |         |

|  |

### Фінал
| 3 червня 2008 |

| Мурата              | 1-0 | Ювенес-Догана |
| ------------------- | --- | ------------- |
| Карло Валентіні 83' |     |               |

| Олімпійський стадіон, Серравалле |